# Castelul Braunfels
Castelul Braunfels este situat pe o stâncă de bazalt deasupra stațiunii climaterice Braunfels din landul Hessa Germania. Castelul este pentru prima oară amintit în 1246. În prezent este proprietatea conților de Solms-Braunfels.

## Galerie de imagini

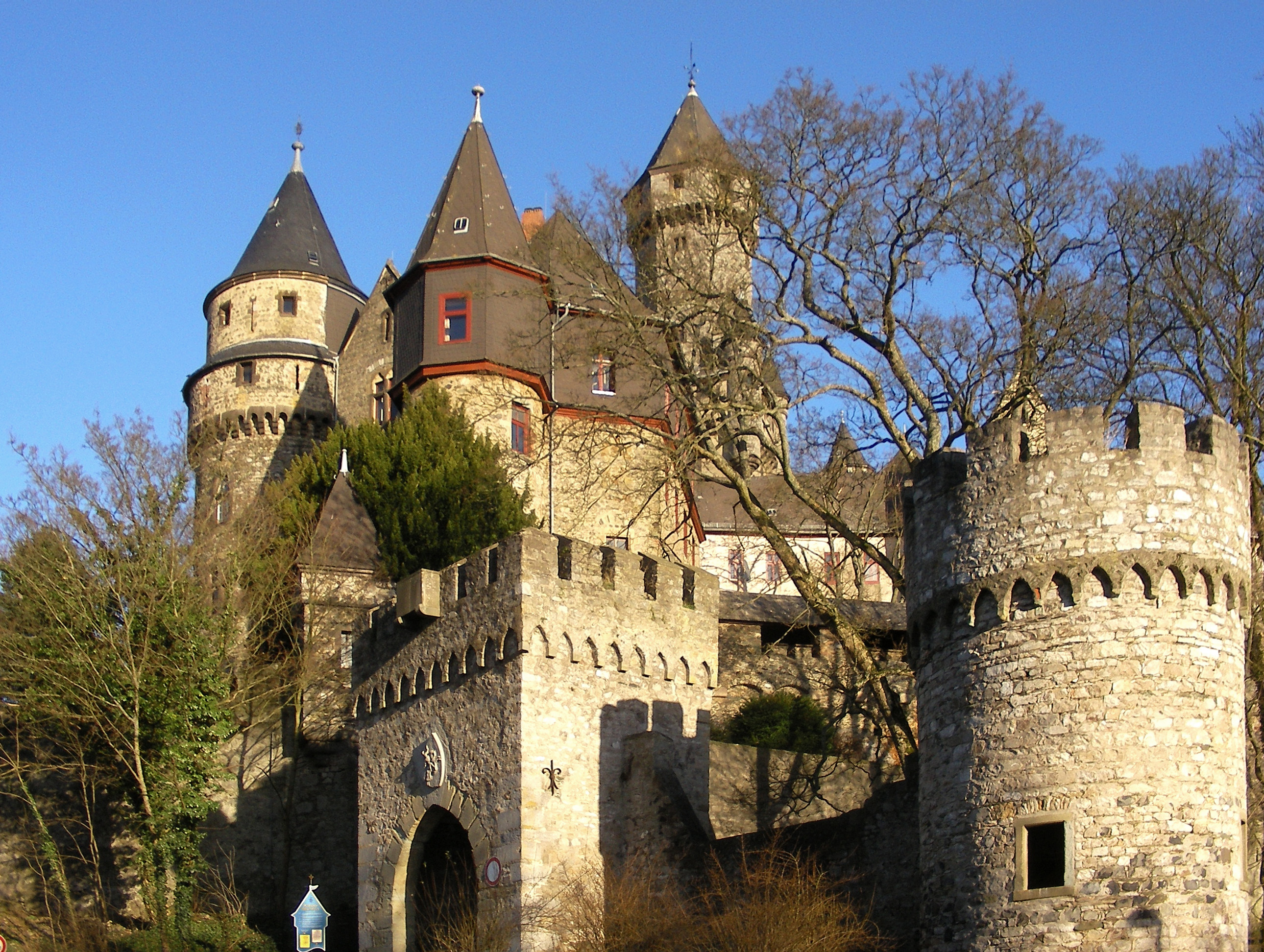
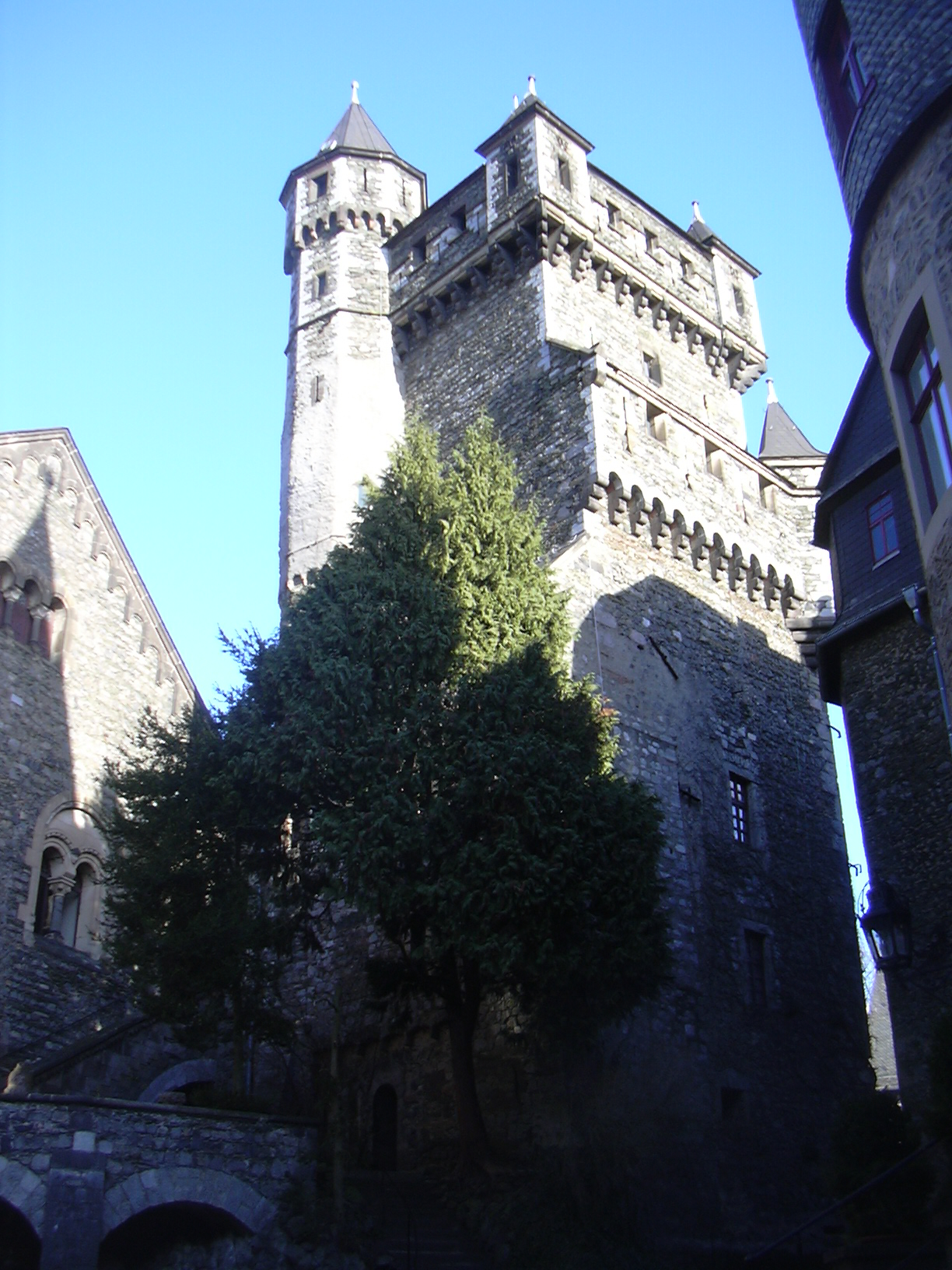
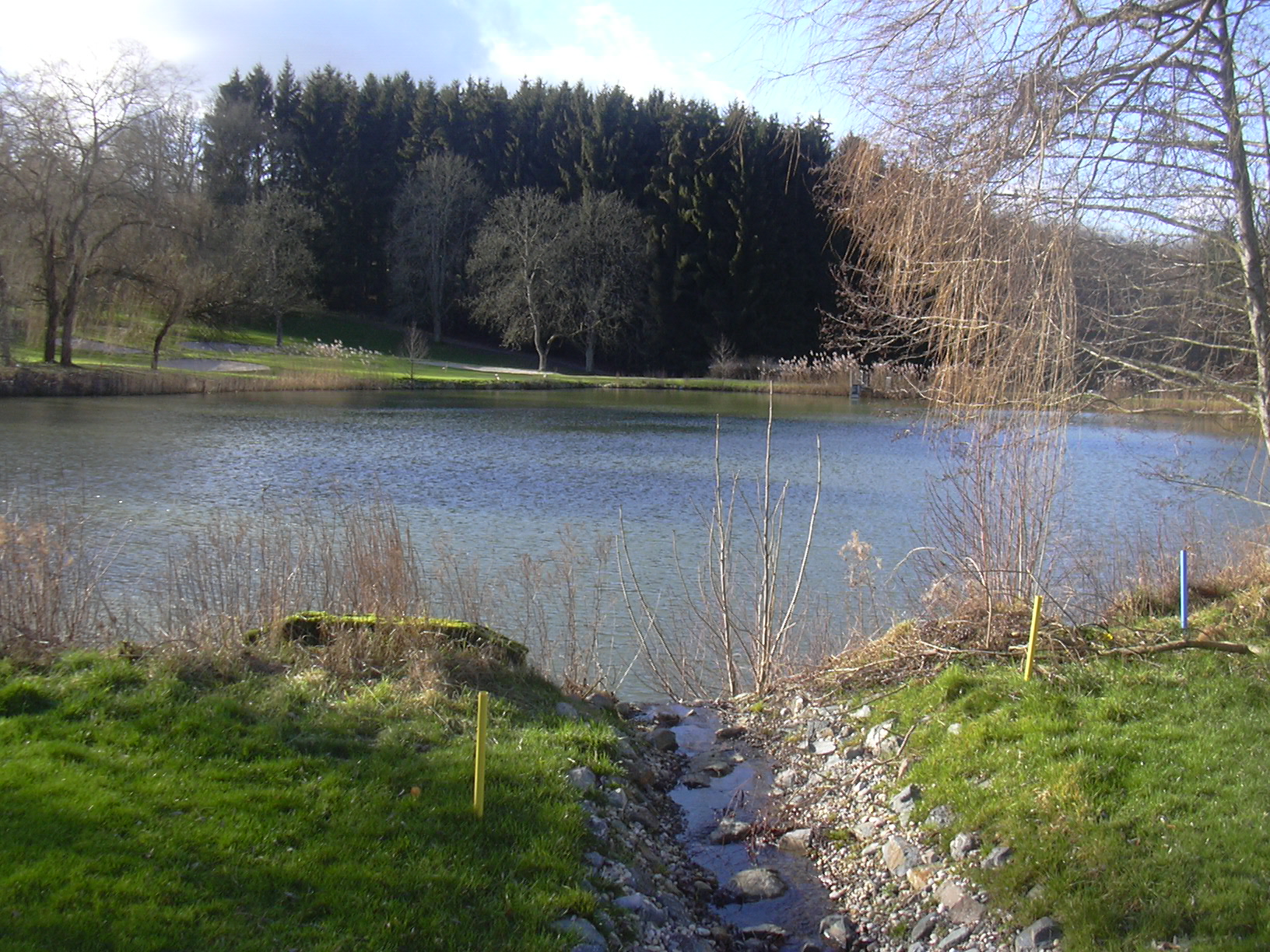
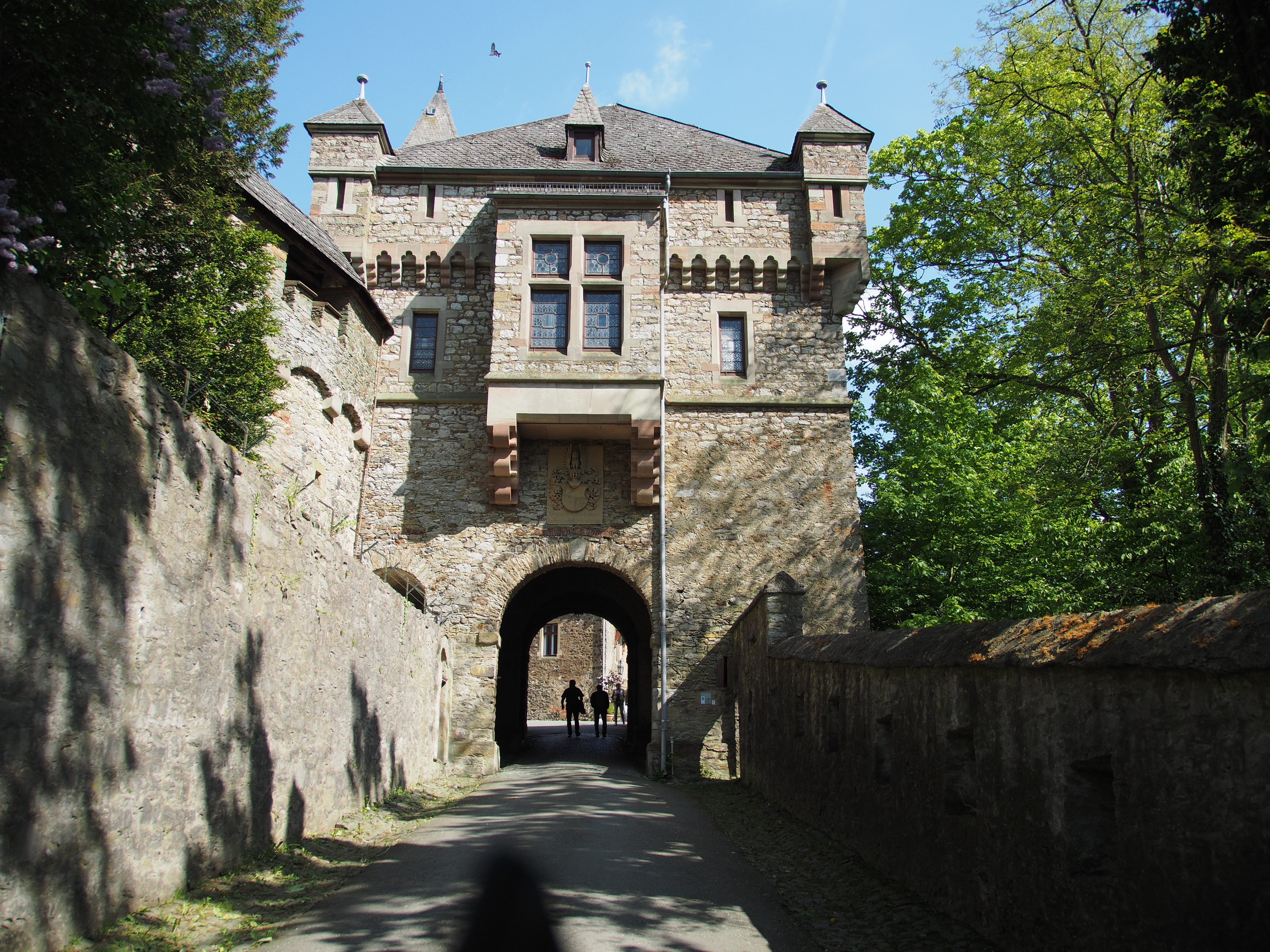